# Aït Tizi
Aït Tizi est une commune de la wilaya de Sétif en Algérie.

## Géographie
La commune de Aït Tizi est limitrophe de la wilaya de Béjaïa, elle est située à 16 km de Bouandas (Daira) et distante d'environ 35 km la mer Méditerranée. La région est entourée par des montagnes d'une altitude d'approximativement 1400 mètres débouchant vers Aokas, Tichy et Boukhelifa.
Aït Tizi est donc un ensemble de villages entourés par des montagnes et des rivières. Les habitants de cette région sont des kabyles. La plupart des familles ont une résidence secondaire ou principale dans d'autres villes, à Bejaia ou à Sétif. Parmi les villages connus de la région, on peut citer : Aït Aissa Ouali, Hamama, Iger Ali, Izrane, Tharamlith, Thanarine, Imrabtane, Iazouguens, Ighil Yemzi, Tizi N'Tagha, Ahemam, Bouymen, Ighil Izougaghen, etc.